# Limite de Trabalho Térmico (TWL)
O Limite de Trabalho Térmico (Thermal Work Limit - TWL) é um índice racional, ou seja, índice derivado a partir da equação do balanco térmico, definido como a taxa metabólica sustentável limitante (ou máxima) que indivíduos bem hidratados e aclimatados podem manter em um ambiente térmico específico, dentro de uma temperatura do núcleo do corpo (<38,2 °C ou 100,8 °F) e taxa de sudorese (<1,2 kg ou 2,6 lb por hora) seguras. O índice TWL é projetado para trabalhadores autônomos e não depende da estimativa das taxas metabólicas reais, um processo difícil e sujeito a erros consideráveis, na qual incide cerca de 20% de erro em virtude do método tabular. O índice foi introduzido nos Emirados Árabes Unidos e na Austrália, resultando em uma queda substancial e sustentada na incidência de doenças causadas pelo calor nestes últimos.

## História
A intenção de um Limite de Trabalho Térmico (TWL) foi desenvolvida pelo Dr. Graham Bates e Dr. Derrick Brake em 1997. Nos últimos 80 anos, muitos índices de estresse por calor foram desenvolvidos para auxiliar no gerenciamento de problemas de estresse por calor. Alguns deles foram desenvolvidas para indústrias específicas e derivados empiricamente, ou seja, a partir de experimentos, como ISO 7933 e IBUTG.  Esses índices exigiam estimativa da taxa metabólica, mas não consideravam a medição direta da velocidade do vento, redução da taxa de trabalho, localização e turno de trabalho durante o trabalho e remoção de roupas, tornando esses índices imprecisos para trabalhos autônomos e trabalhadores aclimatizados.  A necessidade de um índice de estresse térmico projetado principalmente para trabalhos autônomos levou ao desenvolvimento do Limite de Trabalho Térmico (TWL). O TWL e seus protocolos de gestão que o acompanham foram introduzidos em várias operações industriais onde os trabalhadores estão sujeitos a estresse térmico. Aproximadamente 1.400 pessoas trabalham nesses locais com mais de 10 milhões de turnos de trabalho entre 1965 e 1995 em temperaturas de bulbo úmido superiores a 28 °C (82 °F). Desde a introdução de políticas baseadas em TWL na indústria de mineração australiana, a quantidade de horas-homem perdidas devido às graves doenças causadas pelo calor caiu de 12 milhões para 6 milhões, e a quantidade perdida devido a todas as incidências de doenças causadas pelo calor caiu de 31 milhões para 18 milhões.

## Teoria
O objetivo básico do índice de Limite de Trabalho Térmico é calcular a taxa metabólica máxima, em watts de calor metabólico por metro quadrado de área de superfície corporal (W/m²), que pode ser continuamente gasto em um determinado ambiente térmico, a fim de manter limites fisiológicos seguros do corpo. O TWL é uma medida integrada do bulbo seco, bulbo úmido natural ou umidade relativa do ar, velocidade do vento e calor radiante ou temperatura de globo. A partir dessas variáveis, e levando em consideração o tipo de vestuário usado e o estado de aclimatização do trabalhador, o TWL prevê o nível máximo de trabalho que pode ser realizado em um determinado ambiente, sem que os trabalhadores excedam uma temperatura segura do núcleo do corpo de 38,2 °C (100,8 °F) e taxa de sudorese de 1,2 kg/h (2,6 lb/h). Em condições excessivamente quentes, o índice também pode determinar a duração segura do trabalho, fornecendo diretrizes para o ciclo de trabalho e repouso. As taxas de sudorese também são calculadas, para que o nível de reposição de líquidos necessário possa ser estabelecido para evitar a desidratação e prostração. O algoritmo de Limite de Trabalho Térmico, desenvolvido por Brakes e publicado em planilha programada em VBA, baseia-se no trabalho originado por Mitchell e Whillier, que desenvolveram um índice de Potência de Resfriamento Específica (Specific Cooling Power), que posteriormente ficou conhecido como “Potência de Resfriamento a Ar” (Air Cooling Power - ACP).

## Metodologia

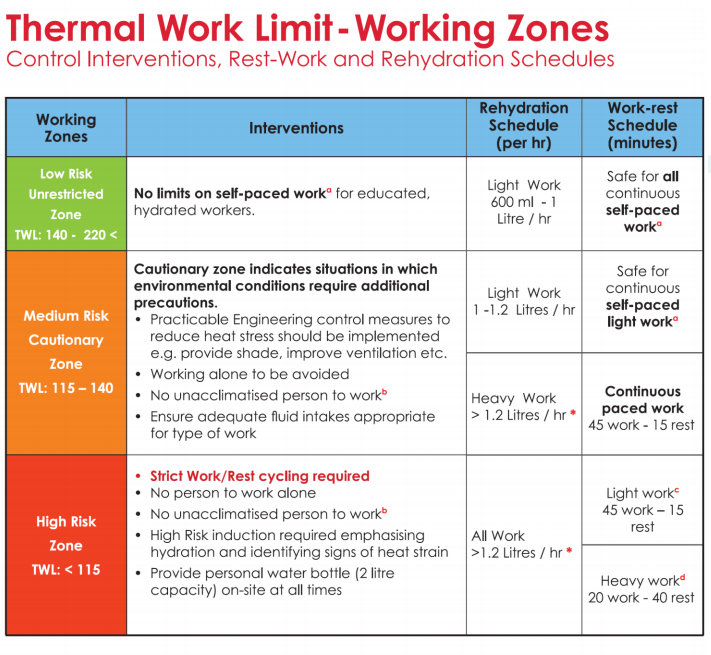
Classificação das Zonas de Trabalho TWL

Para determinar o TWL, os seguintes parâmetros ambientais devem ser medidos:
- Temperatura de bulbo seco (temperatura do ar ambiente) (em graus °C);
- Temperatura de bulbo úmido natural ou umidade relativa do ar (determinada pela evaporação) (em graus °C);
- Temperatura do globo (calor radiante) (em graus °C);
- Velocidade do vento (em m/s); e
- Pressão atmosférica (em hPa).

O ambiente térmico pode ser classificado com base no TWL nas zonas de trabalho mostradas ao lado.

## Aplicação

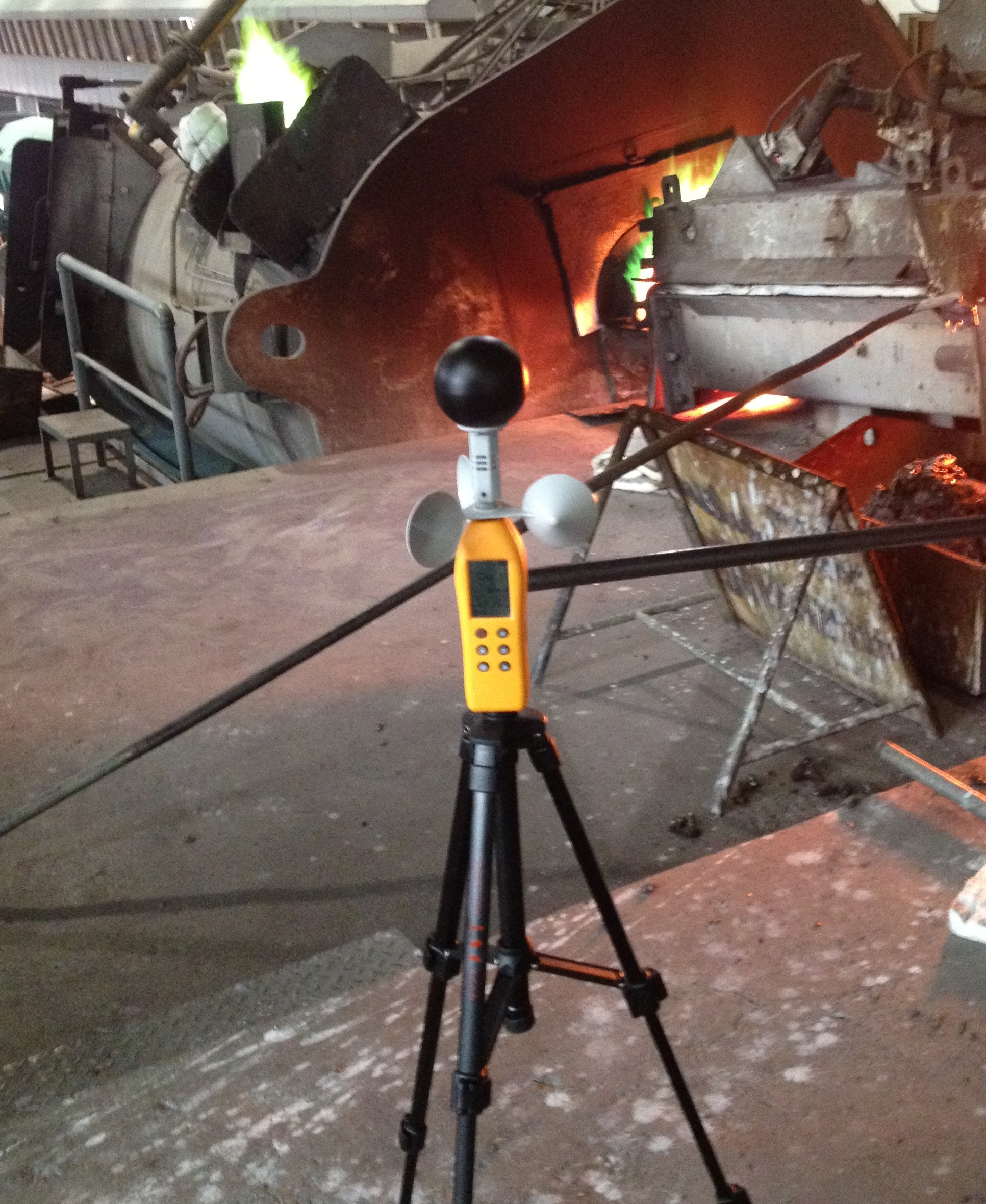
Instrumento de medição para monitoramento do estresse térmico em campo

O índice de estresse por calor TWL é o índice de estresse por calor que foi incluído no código de prática de Abu Dhabi EHSMS para o gerenciamento de estresse por calor. O TWL fornece uma medida da taxa máxima segura de trabalho para as condições ambientais presentes em um local de trabalho. Se o TWL for muito baixo, mesmo as taxas baixas de trabalho não podem ser realizadas continuamente com segurança, ainda que com pausas extras para descanso, e outras precauções serão necessárias para garantir a segurança do trabalhador.
Os resultados gerados pelo algoritmo podem ser trabalhados para se definir um plano de recuperação térmica, a eficiência produtiva e o tempo necessário para se atingir a temperatura segura do núcleo do corpo. Note que o calor armazenado é equivalente ao metabolismo basal, cerca de 110 W (60 W/m²), portanto se houver um ambiente de trabalho com TWL estimado em 210 W e a atividade metabólica requerida para execução da tarefa for de 310 W, tem-se uma produtividade de (210-110) / (310-110) = 0,5 = 50%. Essa mesma proporção é aplicada ao regime de trabalho e descanso.
Visto que o calor específico do corpo humano é de 3.500 J/(kg.°C), o peso médio de um ser humano é de 70 kg e a área superficial do corpo humano é de aproximadamente 1,8 m², verifica-se uma taxa de elevação da temperatura corporal de {[(310 - 210)/(1,8 . 3.500)] . (3.600 / 70)} = 0,82 °C/h. Assumindo que a temperatura inicial do núcleo do corpo está em 37 °C e que a temperatura segura é de 38,2 °C, o tempo necessário para se atingir a temperatura limite é de (38,2 - 37) / 0,82 = 88 minutos.
O pressuposto da temperatura inicial do núcleo do corpo deve ser definido cautelosamente. Em situações nas quais os trabalhadores já estejam inseridos em outras situações térmicas significativas, a temperatura inicial será maior do que 37 °C.